# Lars-Erik Thunholm
Lars-Erik Thunholm (2 de noviembre de 1914 – 17 de junio de 2006) fue un banquero y autor sueco. Fue CEO de Skandinaviska Enskilda Banken (SEB) de 1971 a 1976.

## Primeros años
Thunholm nació el 2 de noviembre de 1914 en Estocolmo, Suecia, hijo del capitán de barco Nils Thunholm y su esposa Ebba (de soltera Olsson). Trabajó para AGA Paulista en São Paulo, Brasil, de 1933 a 1935 antes de graduarse en la Escuela de Economía de Estocolmo en 1937. Thunholm trabajó en Handelsbanken en 1938 y obtuvo una maestría en ciencias políticas en 1941.

## Carrera
Thunholm se convirtió en contador en Handelsbanken en 1946 y en 1948 fue nombrado subdirector del banco, donde fue director de 1951 a 1955. Thunholm fue CEO de la Federación de Industrias Suecas (Sveriges Industriförbund) de 1955 a 1957 y de Skandinaviska Banken de 1957 a 1971. En 1969 se convirtió en presidente de la Asociación de Banqueros Suecos (Svenska Bankföreningen) y en 1971 se convirtió en presidente de la Asociación de Cámaras de Comercio Suecas (Svenska handelskammarförbundet) y de la Cámara de Comercio de Estocolmo. Tras la fusión del Skandinaviska Banken con Stockholms Enskilda Bank en el Skandinaviska Enskilda Banken (SEB), se convirtió en el primer CEO del nuevo banco, cargo que ocupó de 1971 a 1976. Thunholm fue luego presidente de la junta de SEB de 1976 a 1984. En 1982 se convirtió en presidente del Comité Nacional Sueco de la Cámara de Comercio Internacional.
Se convirtió en miembro de la junta del Museo Nórdico en 1959 y miembro de la Real Academia Sueca de Ciencias de la Ingeniería en 1961. Thunholm se convirtió en miembro de la Academia Real Gustavo Adolfo en 1967. En 1976 se convirtió en miembro de la Fundación Nobel. La reputación de Thunholm por su integridad y valentía lo acompañó toda su vida. Fue criticado en los años 1980 por las revelaciones sobre los sobornos de Bofors, porque él, como presidente de Nobel Industries, debería haber sido transparente, pero sintió que esto era un negocio inflado por los medios de comunicación, en el que India culpó a Suecia. Durante los años 1980, Thunholm fue el financiador de la conocida campaña publicitaria del doctor Alf Enerström contra el primer ministro Olof Palme. Thunholm más tarde en su vida se casó con la antigua pareja de Enerström, Gio Petré.
Cuando Thunholm renunció como presidente de SEB a los 70 años (donde reemplazó a Marcus Wallenberg), tuvo tiempo para dedicarse a su propia escritura. Thunholm siempre fue considerado como un gran lector y con grandes intereses literarios. Ahora tuvo la oportunidad de mostrarlo a través de sus propios escritos: en 1991 con un libro sobre el banquero sv que fue a la quiebra y terminó en prisión en 1936, Oscar Rydbeck och hans tid ("Oscar Rydbeck y su tiempo"), Ivar Kreuger (1995) y las memorias Flydda tider ("Tiempos pasados") (2005).

## Vida personal
En 1939 se casó con May Bruzelli (nacida en 1916), hija de Erik Bruzelli y Signe (de soltera Magnusson). Es padre de Eva Thiel y de la historiadora del arte Görel Cavalli-Björkman (nacida en 1941), que estuvo casada con el director de banco Nils Cavalli-Björkman. En el año 2000, Thunholm se casó con la actriz Gio Petré.

## Fallecimiento
Thunholm murió el 17 de junio de 2006 y fue enterrado en el cementerio de Lidingö.